# Philip Anschutz
Philip Frederick Anschutz, född 28 december 1939 i Russell, Kansas, är en amerikansk entreprenör. Han äger holdingbolaget The Anschutz Corporation som i sin tur äger en rad olika företag inom energi, media, kommunikation, sport, underhållning, fastigheter, jordbruk, film, olja och naturgas.
Den amerikanska ekonomiskriften Forbes listade Anschutz 2009 som den 98:e rikaste personen i världen med en förmögenhet på  5 miljarder USD. Han har gått upp 27 platser på miljardärslistan men "tappat" $2,4 miljarder jämfört med Forbes lista året före.

## Anschutz affärsintressen
Ett urval av Anschutz affärsintressen. Han kontrollerar uppemot 100 olika företag.
- AEG
  - Los Angeles Lakers i NBA
    - Staples Center

  - Los Angeles Kings i NHL
    - Manchester Monarchs i AHL
      - Ontario Reign i ECHL
      - Reading Royals i ECHL (Dåvarande farmarklubb för Kings mellan 2001 och 2008. Nu är laget farmarlag till Toronto Maple Leafs.)

  - Los Angeles Galaxy i MLS
    - Home Depot Center
      - Galaxy Media

  - Houston Dynamo i MLS
  - Hammarby IF (49%) i Allsvenskan.
  - Hamburg Freezers i DEL.
    - Color Line Arena

  - Eisbären Berlin i DEL.
    - O2 World

  - Kodak Theatre
  - London Arena
  - Manchester Evening News Arena
  - The O2
- Anschutz Film Group
  - Bristol Bay Productions
  - Walden Media
- Regal Entertainment Group
- Forest Oil
- Pacific Energy Group
- Qwest Communication
- Union Pacific Railroad (6%)
- Clarity Media Group
  - The San Francisco Examiner
  - The Washington Examiner
  - The Baltimore Examiner
  - Examiner.com
  - Weekly Standard
- The Oil & Gas Clearinghouse
- NRC Broadcasting
- The Anschutz Investment Company
  - LightEdge Solutions

## Privatliv
Anschutz är donator till det Republikanska partiet och en anhängare av George W. Bush och hans administration som styrde USA mellan 2001 och 2009. Anschutz är djup troende och är involverad i och donerar till många olika saker som rör religion och konservatism.